# 에우티데모스 2세

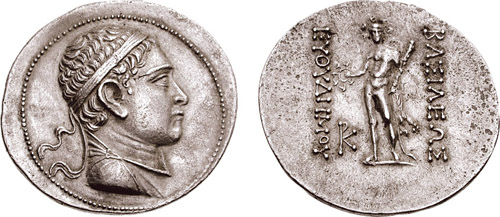
에우티데모스 2세

에우티데모스 2세는 데메트리오스 1세의 아들로, 기원전 180년경 박트리아의 임금이었다. 주화에 나오는 그의 모습은 아가토클레스 시대를 연상시키지만, 두 사람의 정확한 관계는 불분명하다. 에우티데모스는 주화에서 소년의 모습으로 묘사된다.

## 같이 보기
- 그리스-박트리아 왕국
- 셀레우코스 제국
- 그리스 불교
- 인도-스키타이
- 인도-파르티아 왕국
- 쿠샨 제국